# Pterolophia assamana
Pterolophia assamana är en skalbaggsart som beskrevs av Stefan von Breuning 1968. Pterolophia assamana ingår i släktet Pterolophia och familjen långhorningar. Inga underarter finns listade i Catalogue of Life.